# Sönke Hartlef
Sönke Hartlef (* 4. Juli 1962 in Stade) ist ein deutscher Kommunalpolitiker der CDU und seit 2019 Bürgermeister der Hansestadt Stade.

## Ausbildung und Beruf
Hartlef hat von 1979 bis 1982 eine Ausbildung zum Groß- und Außenhandelskaufmann in Stade absolviert. Anschließend leistete er von 1982 bis 1984 seinen Wehrdienst ab. Nach zwei weiteren beruflichen Stationen in Stade war er ab 1992 als kaufmännischer Angestellter beim Industriebetrieb Berding Beton GmbH als Disponent in Buxtehude beschäftigt. 

## Politisches und ehrenamtliches Engagement
Politisch engagiert sich Hartlef seit vielen Jahren in Stade. Ab 2006 war er Mitglied des Ortsrates von Bützfleth, wo er von November 2010 bis zum 13. September 2019 auch Ortsbürgermeister war.
Einen Tag darauf, am 14. September 2019, trat Hartlef das Amt des Bürgermeisters der Hansestadt Stade an. Zuvor setzte er sich bei der Wahl gegen seine Amtsvorgängerin Silvia Nieber von der SPD durch: Am 16. Juni 2019 erhielt Hartlef bei der Stichwahl 55,35 % der Stimmen.
Außerdem gehört Hartlef seit 2011 dem Rat der Hansestadt Stade an.
Neben den kommunalpolitischen Ämtern engagiert sich Hartlef auch in anderen Bereichen ehrenamtlich. So war er unter anderem von 1988 bis 2012 Vorstandsmitglied und Vorsitzender des Turn- und Sportvereins Bützfleth.

## Privates
Hartlef lebt in der Stader Ortschaft Bützfleth. Er ist verheiratet und hat einen Sohn.